# Celastrina ladon

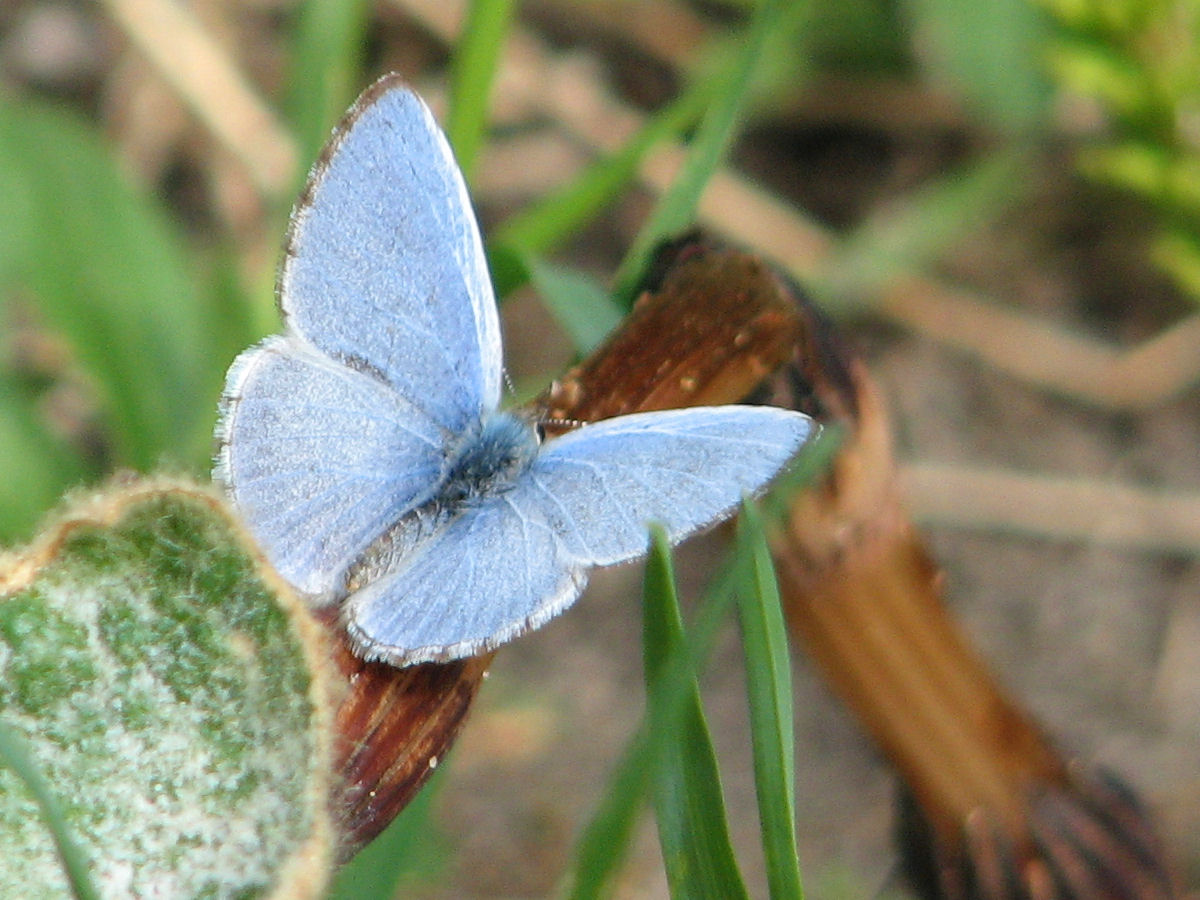
Macho, Ottawa, Ontario

Celastrina ladon es una especie de mariposa ditrysia de la familia Lycaenidae. Se encuentra en Norteamérica desde Alaska y sur de la tundra de  Canadá hasta todos los Estados Unidos excepto la costa de Texas, sur de Florida.
Habita zonas boscosas. Algunas de sus plantas hospederas son Cornus florida  y Ceanothus americanus, también especies de varias otras familias. Los adultos tienen una vida muy corta, de unos pocos días. Las larvas son atendidas por hormigas.
Desde la publicación de una monografía sobre el  Grupo Lycaenopsis  en 1983 por Eliot y Kawazoe, C. ladon ha sido considerado por algunas autoridades como una subespecie de Celastrina argiolus (Linnaeus, 1758). Otras autoridades siguen considerando C. ladon y las especies relacionadas C. neglecta y C. serotina, como  especies completas.

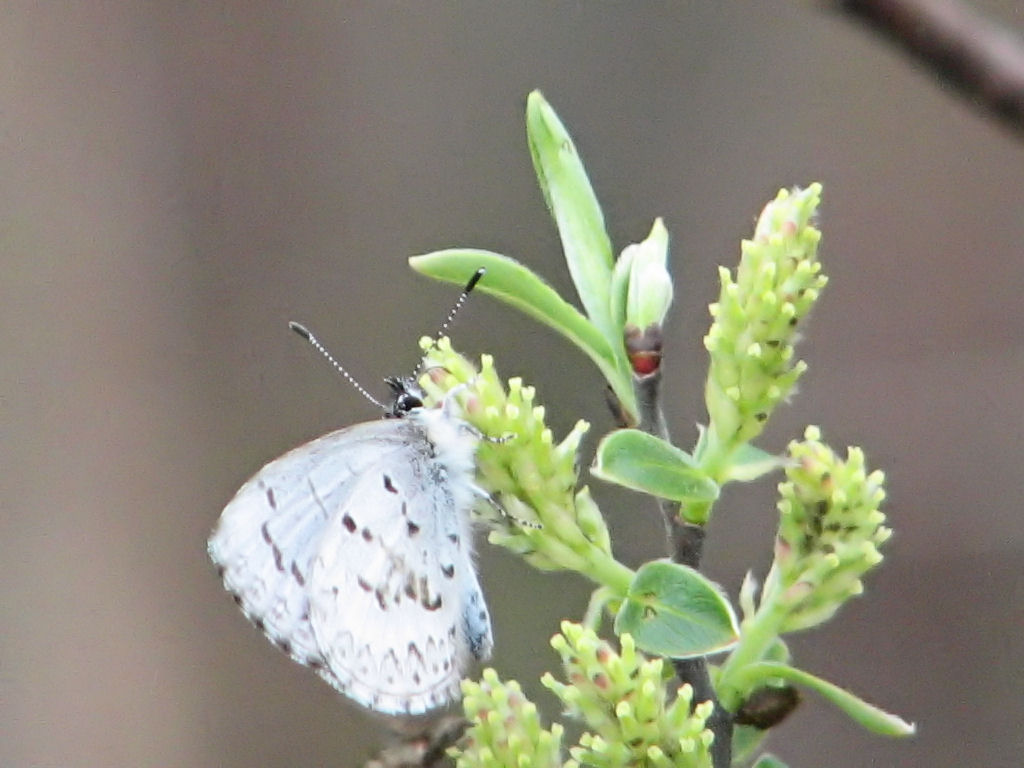
Mer Bleue Conservation Area, Ottawa, Ontario

## Subespecies
- Celastrina ladon ladon
- Celastrina ladon argentata (Fletcher, 1903)
- Celastrina ladon cinerea (Edwards, 1883) dans l'Arizona
- Celastrina ladon lucia ou Celastrina lucia (Kirby, 1837) le Boreal Spring Azure.
- Celastrina ladon nigrescens (Fletcher, 1903) le Western Spring Azure
- Celastrina ladon sidara (Clench, 1944) dans le Colorado[8]

## Especies similares
- Celastrina neglecta
- Celastrina serotina